# Kenyon College
Kenyon College ist ein vierjähriges, privates College der freien Künste (englisch Liberal Arts College) im US-Bundesstaat Ohio. Es befindet sich auf einem Hügel, oft “Gambier Hill” genannt, in dem kleinen Dorf Gambier, rund 83 km nordöstlich von Columbus, der Hauptstadt des Bundesstaates Ohio. Gemäß der Volkszählung 2010 hatte Gambier zu diesem Zeitpunkt 2391 Einwohner. Der Name der Institution geht zurück auf den britischen Aristokraten George Kenyon, 2nd Baron Kenyon, der den ersten Bischof von Ohio der Episkopalkirche der Vereinigten Staaten von Amerika, Philander Chase, materiell bei der Etablierung des Colleges unterstützte. Zusätzliche Unterstützung kam von dem englischen Lord Gambier, nach dem das Dorf Gambier in Ohio benannt ist. James Gambier (1756–1833) war Flottenadmiral in der Royal Navy und hatte unter anderem am Amerikanischen Unabhängigkeitskrieg teilgenommen.
Am Kenyon College studieren gegenwärtig ca. 1750 Studierende. Sie kommen aus allen 50 Bundesstaaten der Vereinigten Staaten. Die private Hochschule wurde 1824 gegründet und befand sich zunächst in Worthington, einem Vorort von Columbus, Ohio. Kenyon College gilt als die älteste private Hochschule im Bundesstaat Ohio (beispielsweise ist die Ohio University, 1804 gegründet, älter, ist aber eine öffentliche Universität). Unter den fast 200 Liberal Arts Colleges in den Vereinigten Staaten nimmt Kenyon College in der Rangfolge des U.S. News & World Report den 28. Rang ein. Kenyon teilt sich diesen Platz mit dem Bryn Mawr College in Pennsylvania und dem Scripps College in Kalifornien. Von allen Interessenten, die sich jährlich zum Studium am Kenyon College bewerben, werden lediglich 34 % zugelassen. Damit ist die Selektivität bei der Zulassung Kenyons höher als an vielen anderen US-amerikanischen Hochschulen. Im Bundesstaat Ohio ist Kenyon College die selektivste Hochschule. Im Jahr 2010 veröffentlichte das US-amerikanische Wirtschaftsmagazin Forbes eine Rangliste der schönsten „College Campuses“ der Welt, bei der der Campus von Kenyon College auf Platz 1 landete.

## Geschichte
Nachdem Philander Chase, ein Priester der Episkopalen Kirche aus dem Staat New York, 1817 nach Ohio gezogen war und dort in Worthington Land für eine Farm gekauft hatte, ernannte ihn die Kirche 1818 zum ersten Bischof der Diözese Ohio. Es wurde Chase bald klar, dass für die Episkopalkirche in Ohio ein großer Mangel an gut ausgebildeten Priestern bestand. Darum gründete er auf dem Grundstück seiner Farm in Worthington 1824 Kenyon College zur Ausbildung zukünftiger Priester. Ein Jahr zuvor, 1823, war Chase nach England gesegelt, um dort, ausgerüstet mit einem Empfehlungsbrief von Henry Clay an den Lord Gambier, Spenden für die Gründung einer Bildungsanstalt zu sammeln.
Die Anlagen und Räumlichkeiten für Kenyon College auf den Gütern in Worthington erwiesen sich schnell als unzulänglich. Mit dem jungen Anwalt Henry Curtis aus Mount Vernon, Ohio machte sich der Bischof auf die Suche nach einem geeigneten Ort. Ganz in der Nähe von Mount Vernon erwarb Chase etwa 3200 Hektar Land (8000 acres), die er nach einem seiner englischen Gönner „Gambier“ nannte. Von seiner Gründung 1824 an bis ins Jahr 1969 war Kenyon College eine Hochschule ausschließlich für männliche Studierende.
Das erste permanente Gebäude auf dem Kampus war Old Kenyon Hall, erbaut zwischen 1827 und 1829. Eine Zeit lang beherbergte Old Kenyon eine Reihe der Funktionen der Institution, Unterkünfte und Seminarräume. Für den Großteil seiner Existenz hat es jedoch als Studentenwohnheim gedient, was auch heute noch der Fall ist. Am 27. Februar 1949 brach in Old Kenyon ein Feuer aus, das, bevor es unter Kontrolle gebracht werden konnte, das Gebäude fast vollständig zerstörte. Neun Studierende kamen in den Flammen um. Dass Old Kenyon wiederaufgebaut würde, war von Anfang an keine Frage, und bereits in den Tagen nach der Katastrophe gingen die ersten Spenden für den Wiederaufbau ein. Das „neue“ Old Kenyon öffnete seine Türen wieder bereits für die Ankunft der Studenten zum Akademischen Jahr 1950–51. Das zweite neugotische Gebäude auf dem Gelände von Kenyon College war Bexley Hall, erbaut zwischen 1839 und 1843 nach Plänen des Londoner Architekten Henry Roberts. Benannt war es nach Nicholas Lord Bexley, neben George Baron Kenyon und Lord James Gambier, ein zusätzlicher Gönner der Bildungseinrichtung. In Bexley Hall war bis 1968 das theologische Seminar für die Priesterausbildung untergebracht. Ein weiteres Gebäude, von großer Bedeutung für die einst episkopale Bildungseinrichtung, ist die Heilig Geist Kirche, die Church of the Holy Spirit. Gambier, Ohio war in den frühen Jahren von Kenyon College der Sitz des Bischofs der Episkopalen Kirche in Ohio. 1859 war der Rektor der Himmelfahrts-Gemeinde in New York Stadt („Church of the Ascension“), Gregory T. Bell, nach Gambier gekommen, um die Position des Dekans des Priesterseminars an Kenyon zu übernehmen. Die Mittel, mit denen der Bau der Heilig Geist Kirche finanziert wurde, gingen fast gänzlich auf eine Schenkung der New Yorker Himmelfahrts-Gemeinde an ihren ehemaligen Rektor zurück. Den Kirchenbau entwarf der englische Architekt Gordon W. Lloyd. Grundsteinlegung war 1869, und am Himmelfahrtstag 1871 fand die Weihe der Kirche statt.
Philander Chase war bereits 1831 als Präsident und als Bischof von Ohio zurückgetreten. Chase soll die Verwaltung der Bildungsanstalt ermüdend gefunden haben. Ebenso wurde ihm ein autoritärer Charakter nachgesagt. Viele Professoren und Student hatte er durch seinen Führungsstil und seinen Unwillen, andere Meinungen zu hören, verärgert.
Im Jahr 1962 bewegte sich Kenyon College unter Präsident F. Edward Lund am Rande des Bankrotts. Lund versammelte seinen Aufsichtsrat, um mögliche Auswege zu diskutieren. Als Optionen zogen sie in Betracht, entweder mehr junge Männer als Studierende zu rekrutieren, oder die Hochschule für junge Frauen zur Einschreibung zu öffnen. Am 27. Februar 1965 beschloss der Aufsichtsrat der Institution, die Studierendenschaft zu erweitern und das sogenannte „Coordinate College for Women“ zu gründen. Eine unter den zu dieser Zeit 644 Studierenden durchgeführte Umfrage ergab, dass mehr als die Hälfte die Einschreibung von Frauen ablehnte.
Mit der Altertumswissenschaftlerin S. Georgia Nugent, die zuvor die Position der Dekanin des McGraw-Zentrums für Lehren und Lernen an der Princeton University innegehabt hatte, wurde 2003 die erste Frau als Präsidentin von Kenyon College ins Amt eingeführt. In Nugents Amtszeit fiel die von ihr 2007 offiziell angekündigte Kampagne We Are Kenyon, während der über 240 Millionen US-Dollar an Spenden für die Hochschule zusammengetragen wurden.
Mit Sean M. Decatur wurde 2013 der erste afro-amerikanische Präsident von Kenyon College ins Amt eingeführt. Nachdem der Aufsichtsrat Decatur für das Herbstsemester 2022 ein Freisemester genehmigt hatte, wurde am 6. Dezember 2022 bekanntgegeben, dass Decatur das College verlassen würde, um im April 2023 die Stelle des Präsidenten des American Natural History Museums anzutreten. Auch hier wird er wiederum der erste Afro-Amerikaner in der Geschichte des Museums sein, der die Institution leitet. Am 15. Juni 2023 gab der Aufsichtsrat und die Berufungskommission bekannt, dass Julie Kornfeld am 1. Oktober 2023 das Präsident*innenamt von Kenyon College übernehmen würde. Bisher hatte Kornfeld als Vize-Universitätsverwaltungsdirektorin (vice provost) für Akademische Programme an der Columbia-Universität in New York Stadt gewirkt.
Eine der Hinterlassenschaften des Präsidenten Decatur ist die drastische Erhöhung der Studiengebühren. In seinem letzten akademischen Jahr als Präsident überstiegen die Studiengebühren plus der Beiträge für Wohnraum und Verpflegung u. a. zum ersten Mal die 80.000 Dollar Grenze. Im darauffolgenden Jahr, in dem Decatur seinen Weggang ankündigte, erfolgte eine weitere Erhöhung der Gebühren und Beiträge, so dass sich die jährlichen Kosten für Studierende ohne finanzielle Hilfen 2023–24 auf $83.700 beliefen. Damit wurde die Bildungs-Institution zur teuersten akademischen Einrichtung der Vereinigten Staaten.

## Lehrangebot
Der US-amerikanischen Tradition der freien Künste folgend, gliedern sich die Fakultäten und Studien-Programme des Kenyon College in vier Bereiche: die Geisteswissenschaften, die Naturwissenschaften, die Sozialwissenschaften und die Schönen Künste. Für den Abschluss (A.B., lateinisch Artium Bacalaurii) sind die Studierenden verpflichtet, Kurse aus allen vier Studienbereichen zu belegen.
Kenyon bietet über 50 Hauptfächer, Nebenfächer und Konzentrationen an. Einige dieser Hauptfächer und Konzentrationen sind interdisziplinär, d. h., sie erfordern das Studium in mehreren Abteilungen, so z. B. Amerikanistik, Umweltstudien, Islamische Kulturen und Zivilisationen und andere. Um das Bachelor-Studium abzuschließen, ist nur ein Hauptfach notwendig, jedoch können Studierende dies mit anderen Haupt- und Nebenfächern oder Konzentrationen kombinieren. Am Kenyon College können Studierende zehn Fremdsprachen lernen: Arabisch, Chinesisch, Deutsch, Französisch, Italienisch, Japanisch, Russisch, Spanisch, Latein und Altgriechisch.
Zu den beliebtesten Hauptfächern am Kenyon College gehören Englisch, Volkswirtschaftslehre, Politische Wissenschaft und Psychologie. Der Anteil der Studierenden, die, nachdem sie im ersten Jahr begonnen haben, bis zu einem Abschluss am Kenyon College studieren, beträgt 91 % und ist damit ungewöhnlich hoch für Hochschulen in den USA.
Die Anzahl der Lehrenden am Kenyon College liegt bei etwas mehr als 200. Von den Dozenten haben 99 % den höchsten Abschluss in ihrer akademischen Disziplin erworben (z. B. Ph.D., DMA, „Doctor of Musical Arts“, oder MFA). Das Verhältnis von Lehrenden zu Studierenden ist 1 zu 10.
Kenyon College ist eine Ausbildungseinrichtung, bei der alle Studierenden auf dem Kampus wohnen („residential college“). Es gibt nur wenige Ausnahmen. Die Gesamtkosten des Studiums betrugen für das Akademische Jahr 2023–24 $83.700, einschließlich der Miete für Wohnraum, Verpflegung und Semesterbeiträge.

## Assoziierte Institutionen
- Kenyon Review. Zeitschrift für Kreatives Schreiben und Literaturwissenschaft.[26] Die Publikation ist eine der bedeutendsten für neue Literatur und Lyrik in den Vereinigten Staaten. Gegründet wurde das Kenyon Review 1939 von John Crowe Ransom, der von 1937 bis 1958 in der renommierten Englisch-Abteilung des Kenyon College unterrichtete. Ransom war bekannt für die literaturtheoretische Schule des New Criticism. Er war von 1939 bis 1959 der Hauptherausgeber des Blattes. Kenyon stellte 1969 die Herausgabe der Zeitschrift ein, nachdem es finanzielle Schwierigkeiten gegeben hatte, und auch eine Abnahme des Renommees. 1979 wurde die Publikation wiederaufgenommen. Mit der Schaffung eines Stiftungsvermögens und der Einrichtung eines Aufsichtsrates in den Jahren nach 1994 ist die Zeitschrift heute fester etabliert denn je. Die Büros der Zeitschrift befinden sich heute auf dem Kenyon Kampus im Finn House.[27]
- Gund Gallery. Universitäres Kunstmuseum.[28] In der Sammlung der Galerie finden sich Werke von Bernd und Hilla Becher, Thomas Struth, Christo und Jeanne-Claude, Gerhard Richter, Pia Fries, Joan Miró, und anderen. Die Gund Gallery ist benannt nach dem Kenyon-Absolventen, Architekten und Kunstsammler Graham Gund, einem der Erben des Vermögens der Gund-Familie in Cleveland. Er entwarf auch das Gebäude auf dem Kampus des Colleges, das seit 2011 die Galerie beheimatet.[29]

## Persönlichkeiten

### Präsidenten von Kenyon College
- Philander Chase, erster Bischof der Episkopalkirche von Ohio
- The Right Reverend Charles Pettit McIlvaine (1832–1840)
- David Bates Douglass (1840–1844)
- Reverend Sherlock Anson Bronson (1845–1850)
- F. Edward Lund (1957–1968)
- William G. Caples (1968–1975)
- Philipp H. Jordan (1975–1995), Historiker (Ph.D. Yale University, 1962)[30]
- Robert A. Oden Jr. (1995–2003), Religionswissenschaftler und Sprachwissenschaftler (Ph.D. Harvard University)
- S. Georgia Nugent (2003–2013), Altertumswissenschaftlerin (Ph.D., Cornell University)
- Sean M. Decatur (seit 2013–2023), Chemiker (Ph.D. Stanford University)[31]

### Absolventen
- Rutherford B. Hayes (1822–1893), 19. Präsident der Vereinigten Staaten
- Paul Newman (1925–2008), US-amerikanischer Schauspieler
- Olof Palme (1927–1986), schwedischer sozialdemokratischer Politiker und Ministerpräsident
- Carl Djerassi (1923–2015), bulgarisch-amerikanisch-österreichischer Chemiker und Schriftsteller, Entwickler der ersten Antibabypille
- Wendy MacLeod, Dramatikerin und Autorin des Theaterstücks The House of Yes, das als Vorlage zu der Filmkomödie Wer hat Angst vor Jackie-O.? diente
- Bill Watterson (* 1958), US-amerikanischer Comic-Autor, Schöpfer der Comic-Figuren Calvin und Hobbes
- Allison Janney (* 1959), US-amerikanische Film- und Fernsehschauspielerin, American Beauty (1999), The West Wing - Im Zentrum der Macht (Fernsehserie, 1999–2006); 2018 Auszeichnung mit dem Oscar als Beste Nebendarstellerin für I, Tonya
- Leopoldo López (* 1971), venezolanischer Politiker und Regierungskritiker[32]
- Bridget A. Brink,  US-amerikanische Diplomatin, BA in Politikwissenschaft 1991[33]
- John Green (* 1977), US-amerikanischer Jugendbuchautor, schrieb u. a. Das Schicksal ist ein mieser Verräter und Margos Spuren
- Tommy Vietor (* 1980), ehemaliger assistierender Regierungssprecher für das Obama White House und US-amerikanischer Podcaster (Pod Save America)[34]
- Nicholas Petricca, Lead-Sänger der US-amerikanischen Pop/Indie-Rock-Band Walk the Moon

### Prominente Empfänger der Ehrendoktorwürde von Kenyon College
- Günter Grass (1927–2015), 1965
- David Foster Wallace (1962–2008), 2005, US-amerikanischer Schriftsteller, Autor von Unendlicher Spaß
- John Kerry (* 1943), 2006, US-amerikanischer Politiker (Demokrat), ehemaliger Präsidentschaftskandidat und Außenminister in der Obama-Administration
- Jonathan E. Franzen (* 1959), 2011, US-amerikanischer Schriftsteller, Autor der Romane Die Korrekturen und Freiheit
- Wynton Marsalis (* 1961), 2019, Jazztrompeter und künstlerischer Leiter von Jazz at Lincoln Center.

## Kontroversen
Im Frühsommer 2012 beschloss die damalige Präsidentin der Institution, S. Georgia Nugent, zusammen mit dem Kenyon-Betriebsleiter, Mark Kohlman, sowohl den Betrieb der Kantine für die Studierenden als auch die Abteilung für Instandhaltung (Gärtnerei, Schreinerei, Elektro, Abfallentsorgung etc.) aus Kenyon auszugliedern. Diese Dienste sollten nun vom globalen Konzern Sodexo verwaltet werden. Mitarbeiter der Kantine und der Instandhaltung hätten nicht länger als Kenyon-Angestellte gegolten, sondern hätten neue Verträge von Sodexo bekommen. Es kam zu einem Aufschrei unter den Professoren, Studierenden, Absolventen und Mitarbeitern des Colleges. Letztendlich mussten Präsidentin Nugent und ihr Betriebsleiter die Entscheidung zur Auslagerung rückgängig machen.
Sexuelle Gewalt und sexuelle Nötigung stellen seit Jahrzehnten ein Problem an US-amerikanischen Hochschulen dar. Nachdem der Auftrag des Büros für Bürgerrechte im US-amerikanischen Bildungsministerium unter der Obama-Administration an die Hochschulen verschärft worden war (2014), hatte auch Kenyon College Maßnahmen ergriffen, um diesem Auftrag zu genügen. Umso schockierender war es, als im April 2016 ein Absolvent des Jahres 2014 einen Offenen Brief im Internet veröffentlichte: „An Kenyon College dafür, dass es meine kleine Schwester im Stich gelassen hat.“ Der Offene Brief berichtete, eingebettet in eine Geschichte, wie der Autor und seine Schwester in engster Nachbarschaft zu der Hochschule in Gambier, Ohio aufgewachsen waren, wie die kleine Schwester des Autors, die 2016 ebenfalls an Kenyon studierte (zudem mit einem umfassenden Stipendium), vergewaltigt worden war. Der mutmaßliche Täter war zum Zeitpunkt der Veröffentlichung des Briefes sowohl in der Untersuchung erster Instanz als auch nachdem die Schwester des Autors Berufung eingelegt hatte, trotz klarer Evidenz, wie der Brief ausführt, von jeder Schuld freigesprochen worden. Innerhalb kurzer Zeit erreichte der Offene Brief zahllose Studierende, Ehemalige, Lehrende und ebenfalls andere Überlebende sexueller Gewalt, die nicht mit der Gemeinschaft an Kenyon verbunden waren. Eine Anzahl nationaler Publikationen, die über die sozialen Netzwerke von der emotionalen und weitreichenden Reaktion erfahren hatten, berichteten über den Fall, darunter Teen Vogue, Jezebel, Newsweek, mic.com, Yahoo!, Think Progress, und The Independent. In einem Interview mit der College-Zeitung The Kenyon Collegian sagte der Autor des Offenen Briefes, dass sich die leitenden Angestellten der Verwaltung an Kenyon während des gesamten Prozesses, nachdem der Fall publik geworden war, weder mit der Betroffenen, noch mit deren Familie in Verbindung gesetzt hatte. Um die öffentliche Empörung unter Kontrolle zu bringen, setzte der Präsident des Colleges, Sean Decatur, eine externe Untersuchung der Vorgänge und Methoden an der Hochschule bei der Ermittlung von Fällen sexueller Belästigung und sexueller Gewalt in Gang, mit der er die Anwältin Rebecca Leitman Veidlinger beauftragte. Am 12. September 2016 benachrichtigte das US-amerikanische Bildungsministerium Kenyon College, dass es eine Ermittlung dazu in Gang setzen würde, wie Kenyon sein Regelwerk zu Title IX (das Bundesgesetz, auf Grund dessen die disziplinarische Untersuchung von Fällen sexueller Gewalt an Hochschulen angeordnet wird) umsetzen würde.
Im Gefolge der rechtsextremen Demonstrationen in Charlottesville, Virginia, 2017 wurde bekannt, dass ein Kenyon-College-Absolvent des Jahres 2008 namens Evan McLaren zum ausführenden Direktor des National Policy Institute ernannt worden war, einer neo-nazistischen, der sogenannten „Alt-Right“ zugehörigen Organisation, die zuvor der rechtsextreme Aktivist Richard Spencer geleitet hatte. McLaren studierte nicht nur am Kenyon College; zwischen 2003 und 2006 verbrachte er drei Semester am Bowdoin College im Bundesstaat Maine. In einem Telefoninterview mit der Zeitung The Bowdoin Orient machte Evan McLaren schockierende Aussagen zu seinen Erwartungen, in „einer [ethnisch] weißen Gemeinschaft“ zu leben, die sich „ein kulturelles Erbe zu eigen mache, das [ihm] etwas bedeute“. In der studentischen Kampus-Publikation The Collegian Magazine (Ausgabe vom Herbst 2017) erschien ein ausführlicher Artikel zu Evan McLarens ultra-konservativen, wenn nicht sogar rechtsextremen, Aktivitäten, als er noch an Kenyon studierte. Obwohl der Artikel Stimmen zitiert, die sich 2017 überrascht über die rechtsextremen Haltungen McLarens zeigten, präsentiert er seine leitende Position am National Policy Institute in einer Entwicklung, auf der auch seine Arbeit für eine ehemals konservative Studierendenzeitschrift an Kenyon, The Observer, lag. Schon dort hatte Evan McLaren zwischen 2006 und 2008 Figuren der US-amerikanischen Ultrarechten (z. B. Heather Mac Donald) interviewt und Artikel geschrieben, in denen er frauenfeindliche Positionen zeigte und sich abfällig über Personen niedriger Einkommensklassen äußerte. Im April 2018 berichtete das Southern Poverty Law Center, dass McLaren nach weniger als einem Jahr von seiner Stelle am National Policy Institute zurückgetreten sei. Dies hatte McLaren selbst zuvor via Twitter bekanntgegeben.
2018 attackierte eine Gruppe von Professorinnen lateinamerikanischer Abstammung am Kenyon College die Dramatikerin Wendy MacLeod (Wer hat Angst vor Jackie-O.?) für die Darstellung eines 15-jährigen guatemaltekischen Jungen in dem Theaterstück The Good Samaritan, das im Frühjahr 2018 auf dem Kenyon Kampus aufgeführt werden sollte. Die Figur des Hector, eines Jungen aus Guatemala, im Theaterstück basierte auf der wahren Geschichte, dass ein Menschenschmuggler minderjährige guatemaltekische Flüchtlinge nach Ohio gebracht hatte, wo sie dann in Eierproduktionsbetrieben unter sklavischen Bedingungen arbeiten mussten. Letztendlich wurde die Produktion des Good Samaritan auf dem Kampus von der Theaterabteilung wegen des aufgeheizten Klimas abgesagt, obwohl ironischerweise die weißen Studierenden aus wohlhabenden Familien im Theaterstück das eigentliche Zielobjekt der Kritik und Satire waren.
Der Fall des Theaterstücks The Good Samaritan, ebenso wie die Gründung einer Diskussionsgruppe zu „Weißen Privilegien“ in der US-amerikanischen Gesellschaft durch eine transgender Studierende an Kenyon („Whiteness Group“), löste aus, dass Kenyon College in die Schlagzeilen der konservativen, wenn nicht sogar ultrarechten, Presse kam. Zunächst veröffentlichte Adam Rubenstein, ein Kenyon-Absolvent mit Abschluss in Politischer Wissenschaft, einen Artikel über die Kontroverse zum Theaterstück in dem (heute eingestellten) konservativen Blatt The Weekly Standard, der auch die Gründung der „Whiteness Group“ wegen ihrer ungewöhnlichen Regeln für die Teilnahme erwähnte. Die Regeln waren dann ebenso der Anlass für die „Alt Right“-Publikation Breitbart News, über Kenyon College und seinen „liberalen Zeitgeist“ zu schreiben. Thomas D. Williams schrieb dort z. B. darüber, dass eine Regel der Diskussionsgruppe besage, dass weiße Teilnehmer nicht das Recht haben, farbigen Personen („persons of color“) Fragen zu stellen. Ebenso formulierte er, dass die Gruppe die Suche von Kenyon veranschauliche, „nach einer bestimmten Art von Vielfalt an Liberal Arts Colleges in Amerika, wo alle Meinungen und Sichtweisen willkommen sind, solange sie nicht gegen den liberalen Zeitgeist verstoßen“.
Wegen der COVID-19-Pandemie musste Kenyon College im März 2020 den Präsenzunterricht für den Rest des Frühjahrs-Semesters beenden, und daher wurden auch eine Reihe von studentischen Hilfskräften, die beim College angestellt waren, gekündigt. Dies führte zu einer Petition, angeregt durch die politische Studierendengruppierung Kenyon Young Democratic Socialists, die forderte, dass die Verwaltung allen von Kenyon beschäftigten Hilfskräfte deren Lohn für den Rest des Akademischen Jahres garantieren sollte. Der Unmut, den die sehr langsame Reaktion der Kenyon-Verwaltung auf die Probleme bei der Beschäftigung studentischer Hilfskräfte und auch die spärliche Bezahlung für diese Tätigkeiten (oft nur etwa 10 US-Dollar pro Stunde) erzeugte, führte zur Gründung des Kenyon Student Worker Organizing Committee im April 2020. Im September 2020 übergab die studentische Arbeiterorganisation der Verwaltung des Colleges einen Katalog von Forderungen, unter denen sich auch die Anerkennung der Organisation als Studentische Gewerkschaft fand.